# Нахари, Мешулам
Мешулам Нахари (ивр. משולם נהרי‎; род. 7 мая 1951 года, Иерусалим, Израиль) — израильский политик, депутат кнессета (15—23 созывы), был заместителем министра в трёх разных министерствах и министром без портфеля.

## Биография
Мешулам Нахари родился 7 мая 1951 года в городе Иерусалиме, Израиль. Окончил иешиву «Тифэрэт Цви», а также иешиву в Хевроне, получил звание раввина. Обучался в колледже для учителей имени Лифшица, получил степень бакалавра. Специальность — преподаватель.
Проходил службу в Военно-воздушных силах Армии обороны Израиля, в частях противовоздушной обороны, получил звание сержанта. Работал руководителем отдела ортодоксальной культуры в министерстве образования Израиля.
В 1999 году впервые был избран в кнессет (15 созыв), в сформированном Эхудом Бараком правительстве стал заместителем министра образования. Сохранив эту должность следующем, двадцать девятом правительстве Израиля, которое сформировал Ариэль Шарон.
В правительстве Эхуда Ольмерта (31) работал в качестве министра без портфеля.
В 2009 году был переизбран в кнессет, во втором правительстве Нетаньяху (32) сохранил пост министра без портфеля. В 2015—2016 годах был заместителем министра социального обеспечения, в 2016—2020 годах заместителем министра внутренних дел, с 2017 по январь 2020 года — заместителем министра развития Негева и Галилеи и с января 2020 года вновь стал заместителем министра социального обеспечения.